# Марко Симеунович
Марко Симеунович (Марибор, 6. децембар 1967) је бивши словеначки фудбалер. Играо је на позицији голмана. Представљао је своју земљу на два велика турнира, Европском првенству 2000. и Светском првенству 2002.

## Играчка каријера

### Клубови
Фудбалску каријеру започео је у свом матичном клубу НК Марибор. Као младић је прешао у Црвену звезду, где није добио прилику. Након што је био замена против минхенског Бајерна у познатој полуфиналној реванш утакмици Купа Европе 1990–91, прешао је у Олимпију из Љубљане. Освојио је четири узастопна првенства Словеније и два Купа Словеније у Љубљани. У сезони 1996–97 освојио је дупли (првенство и Куп) са НК Марибор. После кратког периода у Шекерспору освојио је три узастопна првенства Словеније са Марибором. Касније је играо за Олимпијакос из Никозије, АЕЛ Лимасол и Интерблок.
Симеунович држи рекорд за најскупљег 38-годишњег играча свих времена.

### Репрезентација
Симеунович је играо 57 пута за Словенију и био је учесник на Европском првенству 2000. и Светском првенству 2002. Дебитовао је на међународној сцени 3. јуна 1992. у првој званичној међународној утакмици Словеније, међународној пријатељској утакмици 1 : 1 са Естонијом у Талину.

## Успеси

### Играчки
Олимпија Љубљана
- Прва лига Словеније у фудбалу: шампион 1991–92, 1992–93, 1993–94, 1994–95.
- Куп Словеније у фудбалу: победник 1992–93, 1995–96.

Марибор
- Прва лига Словеније у фудбалу: шампион 1996–97, 1999–00, 2000–01, 2001–02.
- Куп Словеније у фудбалу: победник 1996–97